# Hiszpańska Akademia Królewska

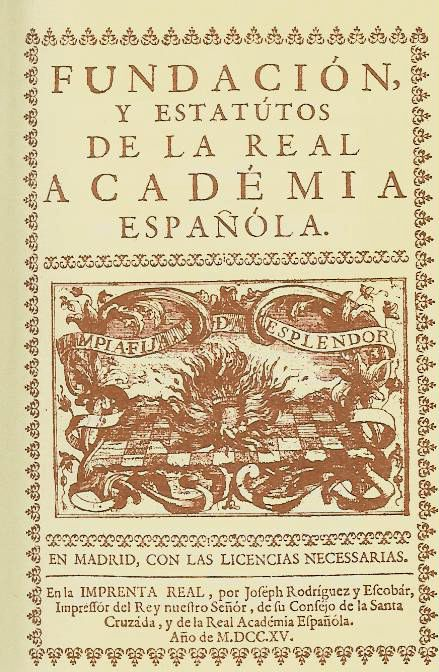
Karta tytułowa: Fundación y estatutos de la Real Academia Española (1715) (Fundacja i Statuty Hiszpańskiej Akademii Królewskiej)

Hiszpańska Akademia Królewska (hiszp. Real Academia Española, RAE) – hiszpańska instytucja odpowiedzialna za regulowanie i rozpowszechnianie języka hiszpańskiego na świecie. Ma siedzibę w Madrycie.
Instytucja była wzorowana na Akademii della Crusca (1582) i Akademii Francuskiej (1635) i tak jak one miała dbać o „czystość i elegancję kastylijskiego języka”. Została założona przez Juana Manuela Fernándeza Pacheco w 1713. Król Filip V zaaprobował fundację konstytucją z 3 października 1714.

## Opis
RAE powstała w 1713 roku z inicjatywy Juana Manuela Fernándeza Pacheco, markiza de Villena, za panowania Filipa V, pierwszego Burbona na tronie hiszpańskim, który zatwierdził jej statut królewskim dekretem w roku 1714. Wzorowano ją na Akademii Francuskiej i włoskiej Accademia della Crusca. Jej podstawowym celem, zgodnie z pierwszym statutem, opublikowanym w 1715 roku, było „kultywowanie i utrwalanie czystości i elegancji języka kastylijskiego przez eliminowanie wszelkich błędów” będących wynikiem „niewiedzy, próżnej afektacji, niedbałości i zbytniej swobody innowacyjnej”. Akademia przyjęła dewizę: „Czyści, utrwala i przysparza blasku” (Limpia, fija y da esplendor). Obowiązuje ona do dzisiaj, widniejąc w godle Akademii przedstawiającym stojący na ogniu płonący tygiel. 
RAE jest najstarszą królewską akademią spośród trzech utworzonych w XVIII wieku (dwie następne to Królewska Akademia Historii, 1738, i Królewska Akademia Sztuk Pięknych św. Ferdynanda, 1744) i jedną z dziesięciu ogólnonarodowych królewskich akademii zgrupowanych dzisiaj w ramach Instytutu Hiszpanii (Instituto de España). Siedziba RAE mieści się w Madrycie, od roku 1894  w klasycystycznym pałacu przy  ulicy Filipa IV, pod numerem 4.

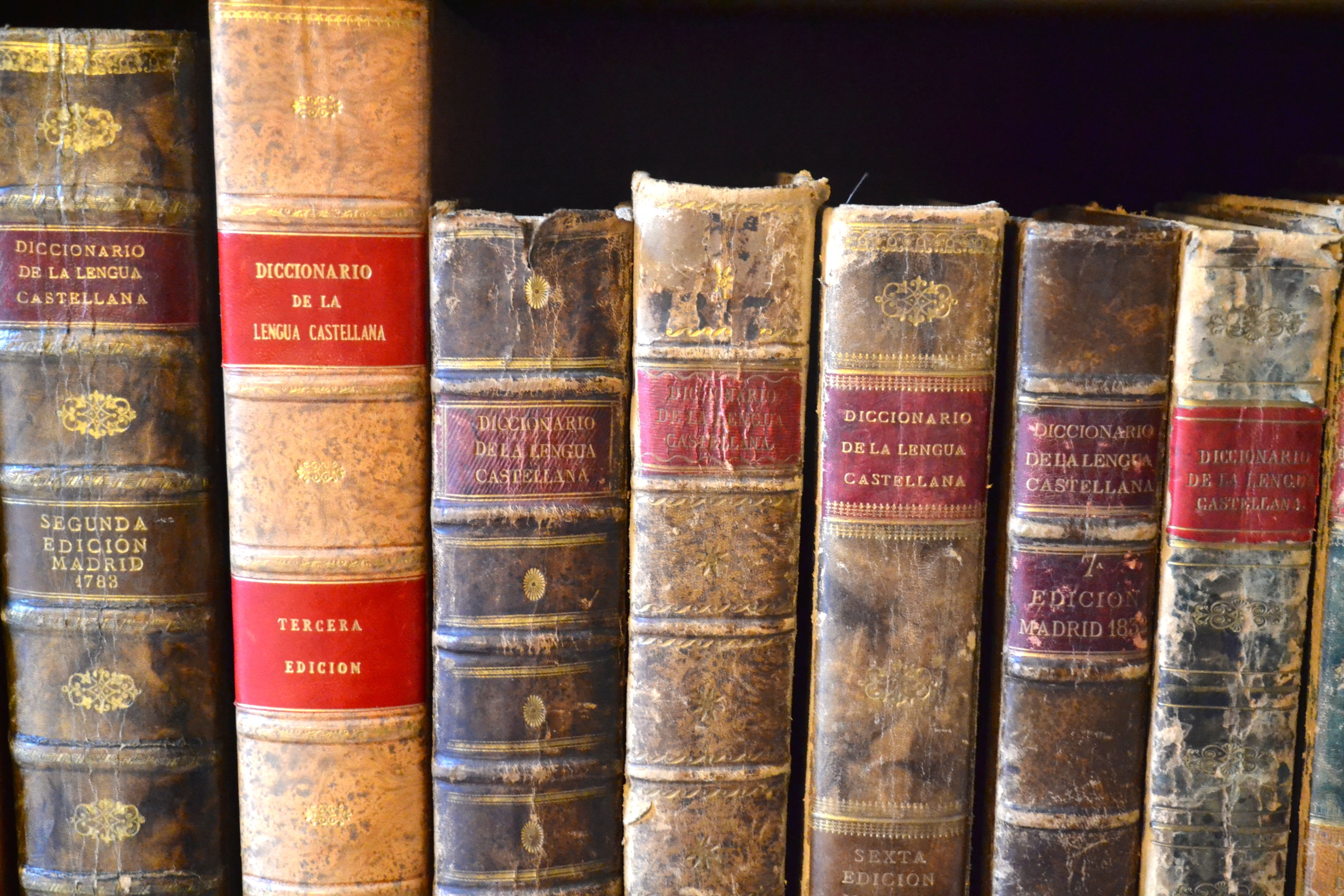
Słownik RAE, wydania z XVIII i XIX w.

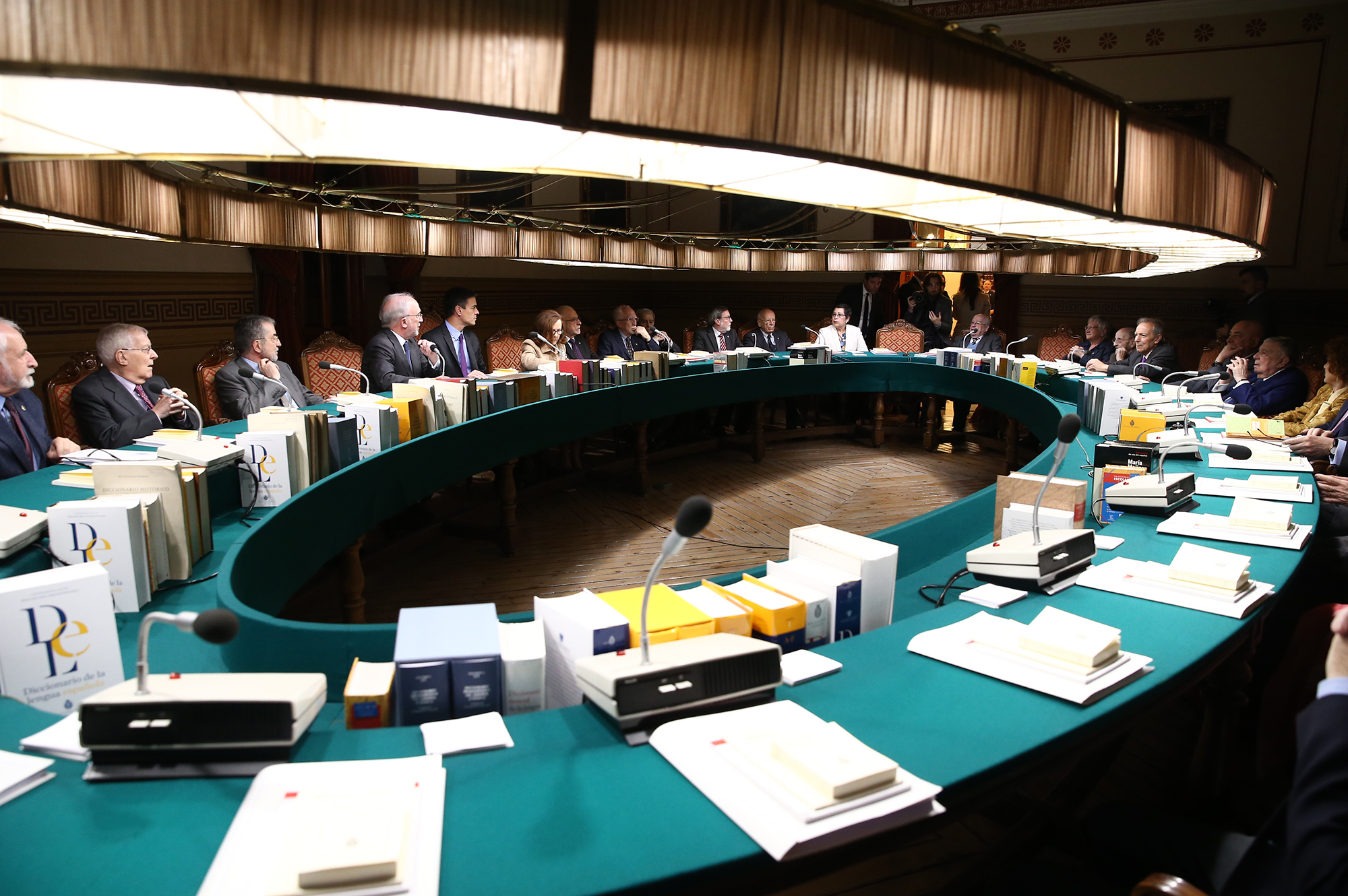
Premier Pedro Sánchez podczas wizyty w siedzibie RAE w kwietniu 2019 roku

Podstawą prawną działania Akademii jest jej zatwierdzany królewskim dekretem statut oraz wewnętrzny regulamin.
Zgodnie z obecnie obowiązującym statutem, Akademia jest instytucją o własnej osobowości prawnej, której „podstawową misją jest czuwać, aby zmiany, którym podlega język hiszpański w swoim nieustannym adaptowaniu się do potrzeb mówiących nim, nie rozbiły zasadniczej jedności, jaką utrzymuje on w kręgu hispanistycznym. Powinna dbać także o to, aby ewolucja ta zachowywała ducha języka takiego, jaki uformował się na przestrzeni wieków, jak również ustanawiać i upowszechniać zasady stosowności i poprawności oraz przyczyniać się do jego blasku”.
Pierwotnie Akademia składała się z 24 pełnoprawnych członków, zajmujących wyznaczoną statutowo liczbę miejsc (plazas del número). W razie dłuższej uzasadnionej nieobecności któregoś z nich, przyjmowała członków nadliczbowych (supernumerarios). Obecnie liczba pełnoprawych członków („akademików numerowych”, academicos de número) wynosi 46. Każde z dożywotnio obejmowanych przez akademika miejsc oznaczone jest literą alfabetu, dużą lub małą. Kooptacji akademików na wakujące miejsca pełnoprawni członkowie dokonują w tajnym głosowaniu przynajmniej  bezwzględną (w trzeciej turze głosowania) większością głosów. Pełnoprawni akademicy wybierają ze swego grona na czteroletnią kadencję dyrektora Akademii. 
Obok członków pełnoprawnych, Akademia posiada członków korespondentów hiszpańskich (według statutu maksymalnie 60), członków korespondentów zagranicznych oraz członków honorowych. Zgodnie z regulaminem Akademii, wszyscy pełnoprawni członkowie zagranicznych akademii języka hiszpańskiego otrzymują automatycznie członkostwo korespondencyjne RAE. Istnieją 22 takie akademie, większość z nich w państwach Ameryki Łacińskiej.
Akademia finansowana jest z subwencji państwowych, dotacji rządowych i donacji prywatnych oraz dochodów z działalności własnej.
W swoim pierwotnym statucie Akademia postawiła przed sobą, jako pierwsze, zadanie stworzenia możliwie najobszerniejszego słownika języka hiszpańskiego (następnymi zadaniami miało być opracowanie gramatyki, poetyki i historii języka). W latach 1726–1738 ukazało się kolejno sześć tomów „Słownika języka kastylijskiego” (Diccionario de la lengua castellana). W 1780 opublikowana została jednotomowa wersja słownika, pozbawiona odniesień bibliograficznych, która stała się podstawą późniejszych wydań. Słownik jest nieustannie aktualizowany. Od 15. wydania z 1925 roku nosi tytuł „Słownik języka hiszpańskiego” (Diccionario de la lengua española). W roku 2014 ukazało się jego 23 wydanie. Słownik dostępny jest także w sieci. W XVIII wieku ukazały się też dwa inne sztandarowe dzieła Akademii, wielokrotnie potem aktualizowane i wznawiane: „Ortografia hiszpańska” (Orthographía española, 1741), ponad 15 wydań do roku 2010, i „Gramatyka języka kastylijskiego” (Gramática de la lengua castellana, 1771), ponad 40 wydań do roku 2011.

## Obecni członkowie Akademii
| Fotel | Członek RAE                 | Data wstąpienia | Zawód                                | Uwagi                                            |  |
| ----- | --------------------------- | --------------- | ------------------------------------ | ------------------------------------------------ |  |
| A     | Wakat                       |                 |                                      |                                                  |  |
| a     | Pedro García Barreno        | 2006            | lekarz i eseista                     |                                                  |  |
| B     | Aurora Egido                | 2014            | filolog                              | Sekretarz RAE                                    |  |
| b     | Miguel Sáenz                | 2013            | tłumacz i prawnik                    |                                                  |  |
| C     | Luis Goytisolo              | 1995            | pisarz                               |                                                  |  |
| c     | Víctor García de la Concha  | 1992            | historyk literatury                  | Dyrektor honorowy                                |  |
| D     | Darío Villanueva            | 2008            | filolog i krytyk literacki           |                                                  |  |
| d     | Wakat                       |                 |                                      |                                                  |  |
| E     | Carmen Iglesias             | 2002            | historyczka                          |                                                  |  |
| e     | Juan Gil Fernández          | 2011            | łacinista i mediewista               | Wicesekretarz RAE                                |  |
| F     | Manuel Gutiérrez Aragón     | 2016            | reżyser, scenarzysta i pisarz        |                                                  |  |
| f     | José B. Terceiro            | 2012            | ekonomista                           |                                                  |  |
| G     | José Manuel Sánchez Ron     | 2003            | fizyk i historyk nauki               | Wicedyrektor RAE                                 |  |
| g     | Soledad Puértolas           | 2010            | pisarz                               |                                                  |  |
| H     | Félix de Azúa               | 2016            | pisarz                               |                                                  |  |
| h     | José Manuel Blecua Perdices | 2006            | filolog                              |                                                  |  |
| I     | Luis Mateo Díez             | 2001            | pisarz                               |                                                  |  |
| i     | Wakat                       |                 |                                      | Po śmierci 7 listopada 2019 roku Margarity Salas |  |
| J     | Carlos García Gual          | 2019            | tłumacz, filolog, helenista          |                                                  |  |
| j     | Álvaro Pombo                | 2004            | pisarz                               |                                                  |  |
| K     | Wakat                       |                 |                                      |                                                  |  |
| k     | José Antonio Pascual        | 2002            | lingwista                            |                                                  |  |
| L     | Mario Vargas Llosa          | 1996            | pisarz i eseista                     |                                                  |  |
| l     | Emilio Lledó                | 1994            | filozof                              |                                                  |  |
| M     | Juan Mayorga                | 2019            | dramaturg                            |                                                  |  |
| m     | José María Merino           | 2009            | pisarz                               |                                                  |  |
| N     | Guillermo Rojo              | 2001            | lingwista                            | Skarbnik                                         |  |
| n     | Carme Riera                 | 2013            | pisarz                               |                                                  |  |
| ñ     | Luis María Anson            | 1998            | dziennikarz i przedsiębiorca         |                                                  |  |
| O     | Pere Gimferrer              | 1985            | poeta, eseista i tłumacz             |                                                  |  |
| o     | Antonio Fernández Alba      | 2006            | architekt i eseista                  |                                                  |  |
| P     | Inés Fernández-Ordóñez      | 2011            | filolog                              |                                                  |  |
| p     | Francisco Rico              | 1987            | historyk i filolog                   |                                                  |  |
| Q     | Pedro Álvarez de Miranda    | 2011            | filolog i leksykograf                | Bibliotekarz                                     |  |
| q     | Wakat                       |                 |                                      |                                                  |  |
| R     | Javier Marías               | 2008            | pisarz i tłumacz                     |                                                  |  |
| r     | Santiago Muñoz Machado      | 2013            | prawnik                              | Dyrektor RAE                                     |  |
| S     | Salvador Gutiérrez Ordóñez  | 2008            | lingwista                            |                                                  |  |
| s     | Paz Battaner                | 2017            | filolog i leksykograf                |                                                  |  |
| T     | Arturo Pérez-Reverte        | 2003            | pisarz i dziennikarz                 |                                                  |  |
| t     | Ignacio Bosque              | 1997            | lingwista                            |                                                  |  |
| U     | Clara Janés                 | 2016            | poetka i tłumaczka                   |                                                  |  |
| u     | Antonio Muñoz Molina        | 1996            | pisarz                               |                                                  |  |
| V     | Juan Luis Cebrián           | 1997            | dziennikarz, pisarz i przedsiębiorca |                                                  |  |
| X     | Wakat                       |                 |                                      |                                                  |  |
| Z     | José Luis Gómez             | 2014            | reżyser teatralny i aktor            |                                                  |  |